# Northern Neck George Washington Birthplace AVA
Northern Neck George Washington Birthplace AVA (anerkannt seit 1987) ist ein Weinbaugebiet im US-Bundesstaat Virginia.

## Lage
Das Gebiet liegt in den Verwaltungsgebieten Westmoreland County, King George County, Northumberland County, Lancaster County und Richmond County. Die geschützte Herkunftsbezeichnung wurde durch das Bureau of Alcohol, Tobacco, Firearms and Explosives anerkannt.
Das Weinbaugebiet liegt auf einer Halbinsel zwischen dem Potomac River und dem  Rappahannock River in der Nähe der Chesapeake Bay. Durch die meeresnahe Lage und der Wassermassen der beiden Flüsse gibt es in dem Gebiet mehr frostfreie Tage als im restlichen Virginia.